# 小行星16232
小行星16232（16232 Chijagerbs）是一颗绕太阳运转的小行星，为主小行星带小行星。该小行星于2000年3月20日发现。

## 轨道参数
小行星16232的轨道半长轴为589 565 821 km，3.9409480 UA，离心率为0.112。